# USJF Ravinala
USJF Ravinala is een Malagassische voetbalclub uit Antananarivo. In 2004 won de club het landskampioenschap en de Malagassische voetbalbeker. Tegenwoordig komt de club uit in de hoogste amateurdivisie van de regio Analamanga.

## Erelijst
| Nationaal                  |    |      |
| THB Champions League       | 1x | 2004 |
| Malagassische voetbalbeker | 1x | 2004 |